# Parafia Matki Bożej Nieustającej Pomocy w Mielcu
Parafia Matki Boskiej Nieustającej Pomocy w Mielcu – rzymskokatolicka parafia w Mielcu położona jest w dekanacie Mielec-Południe. Parafia jest współorganizatorem Międzynarodowego Festiwalu Muzycznego. Część koncertów (w początkowych edycjach wszystkie) odbywa się na organach kościoła tej parafii.

## Historia
Jest to jedna z największych parafii w diecezji tarnowskiej, licząca około 22 000 wiernych. Przy parafii działa poradnia Arka, a także Katolickie Centrum Edukacji Młodzieży „KANA”.
Historia parafii rozpoczęła się w latach 30. XX wieku, kiedy to pojawiły się plany wybudowania kaplicy filialnej przy głównej ulicy nowego osiedla (dziś al. Niepodległości). Plany zniweczyli hitlerowscy okupanci, którzy zagrabili materiały przeznaczone na budowę kościoła.
W 1944 tymczasową kaplicę zorganizowano w mieszkaniu przybyłych z prowincji przemyskiej sióstr felicjanek.
Pod koniec wojny, w kwietniu 1945, odżyła myśl wybudowania kaplicy na Osiedlu. Prezesem Komitetu Budowy Kaplicy został sekretarz PPR towarzysz Dyjak. Honorowym Prezesem Komitetu został ks. dziekan Michał Nawalny, którego zastąpił niebawem ks. Karol Dobrzański, proboszcz z Rzochowa. Chociaż powołano Komitet Budowy Kaplicy, to jednak na placu przeznaczonym pod budowę nadal w piasku bawiły się dzieci. Budowy nie rozpoczęto. W tym stanie rzeczy ówczesny rządca diecezji infułat Stanisław Bulanda mianował ks. Karola Durlaka duszpasterzem mieszkańców Osiedla. Nie włączono go jednak do Komitetu Budowy Kaplicy.
Pod koniec 1945 staraniem mieszkańców Osiedla, stanęła kaplica. Pierwszą mszę odprawiono 24 grudnia 1945, była to pasterka.
Biskup tarnowski Jan Stepa mianował wówczas ks. Henryka Arczewskiego, wikariusza parafii katedralnej w Tarnowie, duszpasterzem na Osiedlu. Ks. Arczewski wyposażył kaplicę w ołtarze boczne, ławki i ambonę. 5 października 1946 biskup tarnowski Jan Stepa dokonał uroczystego aktu poświęcenia kaplicy i zezwolił na przeniesienie do niej Najświętszego Sakramentu z domu Sióstr Felicjanek.
Dnia 8 maja 1947 została erygowana nowa parafia pw. Matki Bożej Nieustającej Pomocy. Pierwszym proboszczem parafii został ks. Henryk Arczewski.
Parafia ciągle się rozrastała i wspólnota stanęła przed nowym zadaniem. Było nim wybudowanie dużego kościoła, mogącego pomieścić większą niż dotychczas liczbę osób.
W 1974 roku uzyskano od władz pozwolenie na budowę dużej świątyni. W sierpniu przystąpiono do prac budowlanych, a za rok wmurowano kamień węgielny z grobu św. Piotra.
W 1977 roku biskup Jerzy Ablewicz dokonał poświęcenia nowej świątyni, a w roku 1978, z uwagi na bardzo zły stan zdrowia ks. Arczewskiego, powołał na nowego proboszcza ks. Jana Białoboka, za którym do parafii przybył organista Stanisław Tulik.
4 czerwca 1997 roku biskup tarnowski Józef Życiński mianował ks. kanonika Kazimierza Czesaka, dotychczasowego proboszcza parafii pod wezwaniem św. Katarzyny w Ryglicach, nowym proboszczem parafii na Osiedlu. Dnia 24 lipca odbyła się w kościele MBNP w Mielcu uroczystość kanonicznego przekazania parafii nowemu proboszczowi.
W kolejnych latach sukcesywnie dokonywano prac na terenie parafii. M.in. wymieniono elewację starej plebanii, wybudowano budynek „Kany”, zmodernizowano dom katechetyczny, oddano do użytku kaplicę św. o. Pio, wybudowano garaże, odnowiono plac przykościelny.

## Proboszczowie
- ks. Henryk Arczewski (1947–1978)
- ks. Jan Białobok (1978–1997)
- ks. Kazimierz Czesak (1997–2017)
- ks. Bogusław Połeć (2017–2021)
- ks. Ryszard Biernat (od 2021)[1]